# Уолфиш-Бей

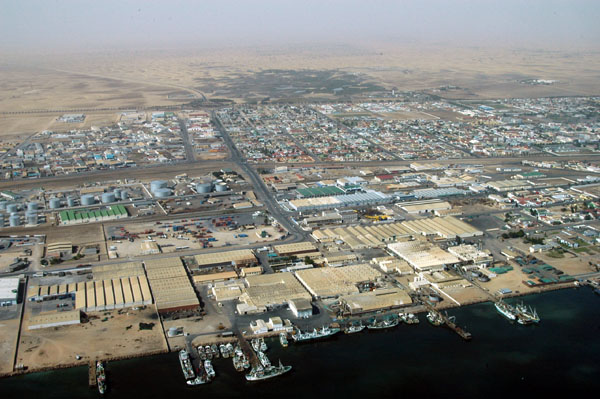
Вид на город с воздуха

Уо́лфиш-Бе́й (африк. Walvisbaai, англ. Walvis Bay, Walfish Bay, Китовый залив) — город на юго-западном побережье Африки и главный порт Намибии (85 тысяч человек в 2011 году).
С конца XIX века Уолфиш-Бей был захвачен британцами для противодействия планам Германии в регионе. С тех пор порт принадлежал Великобритании, а затем ЮАР.
Когда в начале Первой мировой войны Южно-Африканский Союз в 1915 году захватил Юго-Западную Африку, Уолфиш-Бей включили в её состав. Власти Южной Африки не стали возвращать Уолфиш-Бей обратно в состав Капской колонии после окончания Первой мировой войны, поскольку вся Юго-Западная Африка и так осталась под управлением ЮАС. И вместо того, чтобы вернуть порт обратно, в 1921 году для него было лишь установлено прямое управление из Южной Африки.
Данная оплошность и, на первый взгляд, лишь формальность, оказалась для Южной Африки ошибкой, в результате которой она потеряла порт — по принятой в 1960 году ООН Декларации о деколонизации вся территория Юго-Западной Африки в её границах на тот момент должна была получить независимость. Попытки правительства ЮАР в конце 1970-х годов вновь включить Уолфиш-Бей в состав Капской провинции ни к чему не привели, поскольку государства-члены ООН, и без того настроенные против режима апартеида в ЮАР, подтвердили территориальную целостность Намибии. Уолфиш-Бей был передан Намибии в 1994 году.
Уолфиш-Бей — современный портовый город со смешанным населением. Здесь живёт много переселенцев из центра и с юга страны, но большинство жителей составляют трудовые мигранты из Анголы, которые работают в порту. Порт служит базой огромному рыболовецкому флоту, который поставляет рыбу как на предприятия рыбной промышленности в городе, так и на плавучие рыбоконсервные заводы в открытом море. Железной дорогой город связан со столицей Намибии — городом Виндхук.
К югу от города вдоль берега начинается алмазная зона, посещать которую запрещено.
| Показатель                                 | Янв. | Фев. | Март | Апр. | Май | Июнь | Июль | Авг. | Сен. | Окт. | Нояб. | Дек. | Год |
| ------------------------------------------ | ---- | ---- | ---- | ---- | --- | ---- | ---- | ---- | ---- | ---- | ----- | ---- | --- |
| Абсолютный максимум, °C                    | 30   | 31   | 33   | 32   | 36  | 37   | 37   | 35   | 30   | 26   | 25    | 23   | 37  |
| Средний суточный максимум, °C              | 18   | 19   | 18   | 17   | 18  | 17   | 16   | 15   | 15   | 15   | 16    | 17   | 17  |
| Средняя температура, °C                    | 17   | 18   | 17   | 16   | 16  | 15   | 14   | 13   | 13   | 13   | 15    | 16   | 15  |
| Средний суточный минимум, °C               | 16   | 16   | 16   | 14   | 13  | 13   | 11   | 11   | 11   | 12   | 13    | 15   | 13  |
| Абсолютный минимум, °C                     | 12   | 12   | 11   | 10   | 7   | 7    | 7    | 6    | 7    | 9    | 11    | 12   | 6   |
| Норма осадков, мм                          | 2    | 2    | 5    | 1    | 1   | 1    | 0    | 0    | 0    | 0    | 1     | 0    | 13  |
| Температура воды, °C                       | 17   | 17   | 17   | 16   | 15  | 14   | 14   | 14   | 14   | 14   | 15    | 16   | 14  |
| Источник: Weatherbase, World Climate Guide |      |      |      |      |     |      |      |      |      |      |       |      |     |